# 中土居宏宜
中土居宏宜（1985年7月26日—），大阪府藤井寺市出身的歌手。
他是4人男子舞蹈團體Lead最年長的成員、同時也身兼隊長職務。經紀公司為VISION FACTORY，唱片公司為PONY CANYON。
於2013年3月底的Fan Club演唱會結束後自團體畢業，就此退出演藝圈。原有三位成員開始Lead的第二章。

## 基本資料
- 身高：169公分。
- 血型：AB型。
- 家庭成員：父、母、兄、弟。

## 經歷
- 國中時通過傑尼斯事務所的徵選，成為關西小傑尼斯的成員，但後來退出。
- 2001年參加第14回『ジュノンスーパーボーイコンテスト』的徵選。得到第24名，未進入最終選拔會中。
- 2002年與谷內伸也、鍵本輝即隨後加入的古屋敬多共4人組成Lead正式出道，此時才是演藝事業真正的開始。
- 有吃藥會配碳酸汽水的時期。
- 三兄弟中的次男，有位大3歲的哥哥與小11歲的弟弟，非常溺愛弟弟。
- 害怕所有的蟲類，連蚊子也不敢打，也怕鴿子。
- 剛出道時在書面資料血型被誤寫為A型，讓他很困擾，後來在廣播節目中才正式澄清自己是AB型。
- 於2013年4月1日從Lead畢業，引退理由為覺得自己無法追上Lead的成長速度而沒有自信，但這樣的心態並不是一直成長的Lead所需要。雖然一路走來有成員、工作人員和歌迷們的支持，但在經過深思熟慮以及與成員、經紀公司討論後，決定離開尋找自己新的人生繼續努力。[2]

## 演出
- 團體演出請參照Lead的頁面
- 粗體字為主演

### 連續劇
- Pink的遺傳因子（2005年10月－12月，東京電視台） 飾 小林太一
- ザ・プロローグ ぬくみ～ず７（The prologue 7）完結編 「北京飯店」（2008年12月26日、富士電視台） 飾 咲的弟弟
- 「あり得ない!」（不可能！）第10話　（2010年3月17日、毎日放送） 飾 龍二
- 體操男孩　（2010年4月17日 - 6月26日、TBS） 飾 鶴見曉彦

### 手機連續劇
- 「夏は終わらない！（页面存档备份，存于）」（夏天還沒結束！）（監督：丹野雅仁、全4話） 飾 直人
- 「告白寸前っ!（页面存档备份，存于）」(開口告白的前一秒！)（監督：月野木隆、全3話） 飾 武
- 「約束のカフェ（页面存档备份，存于）」（約定的咖啡店）（監督：石川智徹、全6話） 飾 神代誠
- 「借金カノジョ2～1000のラプソディ～（页面存档备份，存于）」（欠債女友2～1000的狂想曲～）（原作劇本：あおい 、監督：坂仲久惠、全12話） 飾 工藤太子
- 「LAST LOVE（页面存档备份，存于）」（監督：關根義一、全6話） 飾 篠山陽介
- 「GAME（页面存档备份，存于）」（監督：尾小山良哉、全6話） 飾 辰巳裕太